# Симпсон, Шерон
Шерон Симпсон (англ. Sherone Simpson, род. 12 августа 1984 года в приходе Манчестер, Ямайка) — ямайская легкоатлетка, которая выступала в беге на короткие дистанции. Олимпийская чемпионка 2004 года в эстафете 4×100 м и серебряный призёр Игр 2008 года на дистанции 100 метров и Игр 2012 года в эстафете 4×100 м.

## Карьера
В начале своей спортивной карьеры Шерон Симпсон выиграла золотую медаль в эстафете 4×100 метров вместе с подругами по команде Тайной Лоуренс, Элин Бейли и Вероникой Кэмпбелл на Олимпийских играх 2004 года в Афинах. На дистанции 100 метров она заняла шестое место.
На Чемпионате мира в Хельсинки в 2005 году, она была шестой в забеге на 100 метров и выиграла серебряную медаль вместе с девушками из команды Ямайки в эстафете 4х100 метров.
В 2006 году на Играх Содружества в Мельбурне, она выиграла золото на 200-метровой дистанции и в эстафете 4×100 метров. В том же году Шерон Симпсон стала чемпионкой Ямайки в беге на 100 и 200 метров. В Кингстоне в июне 2006 года спортсменка установила персональные рекорды за карьеру. 100 метров она пробежала за 10,82 секунд, а 200 метров — за 22,00 секунды.
На Олимпийских играх в Пекине в 2008 году она завоевала серебряную медаль на дистанции 100 метров, финишировав одновременно с подругой по команде Керрон Стюарт. В 2010 году вместе с Шелли-Энн Фрейзер-Прайс, Керрон Стюарт и Вероникой Кэмпбелл-Браун завоевала серебряную медаль в эстафете 4×100 метров со временем 41,70 сек.
В предолимпийский сезон на Чемпионате мира 2011 года в южнокорейском городе Тегу в составе сборной Ямайки финишировала на втором месте в эстафете 4х100 метров.
В 2012 году на Олимпийских играх в Лондоне она снова дошла до финала с Фрейзер-Прайс, Кэмпбелл-Браун и Стюарт с временем 41,41 сек и снова выиграла серебряную медаль в эстафете 4х100 метров.
14 июля 2013 года Международное антидопинговое агентство объявило, что Симпсон вместе с товарищем по команде Асафой Пауэллом сдала положительный тест на допинг на чемпионате Ямайки. У неё был обнаружен запрещённый препарат — оксилофрин. В апреле 2014 года ямайское антидопинговое агентство дисквалифицировало легкоатлетку на 18 месяцев. Однако после апелляции в Спортивном арбитражном суде срок принудительного отлучения от спорта сократили до 6 месяцев.